# 2008
2008 (MMVIII) var ett skottår som började en tisdag i den gregorianska kalendern.

## Händelser

### Januari
- 1 januari
  - Cypern och Malta inför euro som valuta och blir därmed en del av euroområdet.[1] Även Akrotiri och Dhekelia går med.
  - Slovenien blir EU:s ordförandeland efter Portugal.
- 2 januari – I Pakistan beslutas att de allmänna valen skjuts upp från den 8 januari 2008 till den 18 februari 2008, med anledning av mordet på Benazir Bhutto den 27 december 2007.[2]
- 5 januari – Micheil Saakasjvili får över 50 procent av rösterna i presidentvalet och omväljs därmed som president i Georgien.
- 9 januari – USA:s president George W. Bush anländer till Jerusalem i Israel för ett möte med premiärminister Ehud Olmert och Palestinas president Mahmoud Abbas.
- 14 januari – Rymdsonden MESSENGER flyger förbi planeten Merkurius första gången.[3][4]
- 19 januari – I Thailand tillträder en koalitionsregering bestående av sex partier, vilket blir den första demokratiska regeringen sedan militärkuppen 2006.
- 23 januari – Det norska flygbolaget Coast Air går i konkurs.
- 24 januari – Italiens premiärminister Romano Prodi avgår efter att ha förlorat en förtroendeomröstning i det italienska parlamentet.
- 25 januari – Socialdemokraternas partiledare Mona Sahlin meddelar att partiets ekonomiske talesman Pär Nuder kommer att bytas ut mot Thomas Östros.

### Februari
- 2 februari – Frankrikes president Nicolas Sarkozy gifter sig med sångaren och tidigare fotomodellen Carla Bruni.
- 5 februari – I 24 av USA:s delstater hålls primärval inför presidentvalet den 4 november samma år. Under denna den så kallade supertisdagen blir John McCain det republikanska partiets största vinnare medan demokraternas Hillary Clinton får ett litet övertag över Barack Obama.[4]
- 6 februari – Italiens president Giorgio Napolitano meddelar att nyval kommer att hållas i Italien den 13 april 2008.
- 11 februari – Östtimors president José Ramos-Horta blir allvarligt skottskadad i ett mordförsök.

Kosovo förklarar sig självständigt.

- 17 februari – Kosovo förklarar sin självständighet från Serbien [5].
- 18 februari – USA erkänner Kosovo som en självständig stat.
- 19 februari – Fidel Castro meddelar att han tänker avgå från sin post som Kubas president.
- 23 februari – Ett avtal om "permanent vapenvila" mellan Ugandas regering och rebellgruppen Herrens motståndsarmé undertecknas.[6]
- 24 februari – Raúl Castro efterträder sin bror Fidel Castro som Kubas president.
- 26 februari – Domedagsvalvet (ett frövalv) invigs i bergrum på en geografiskt strategiskt placerad plats, Svalbard.
- 28 februari – Thailands störtade premiärminister Thaksin Shinawatra återvänder hem för första gången sedan militärkuppen i september 2006.

### Mars

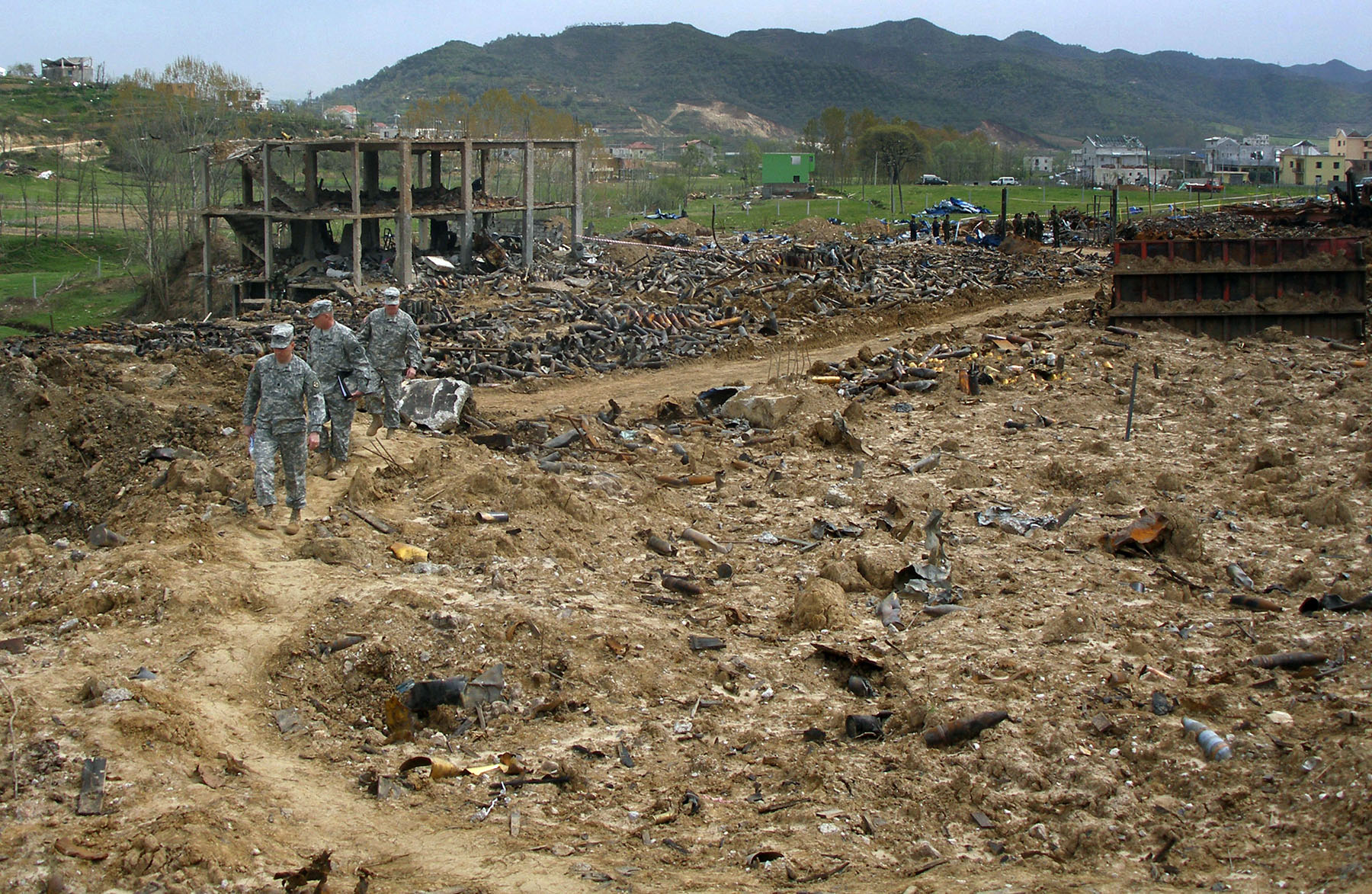
Explosionerna i Gërdec.

- 2 mars – I det ryska presidentvalet segrar Dmitrij Medvedev med 70 % av rösterna.
- 4 mars – Sverige erkänner Kosovos självständighet.
- 9 mars – Vid parlamentsvalet i Spanien segrar Spanska socialistiska arbetarpartiet med premiärminister José Luis Rodríguez Zapatero i spetsen med 43 % av rösterna.
- 14 mars – Kravaller utbryter i Tibets huvudstad Lhasa sedan tibetanska munkar inlett en demonstration mot det kinesiska styret.
- 15 mars – Explosionerna i Gërdec 2008
- 16 mars – Nils Lundgren meddelar att han tänker avgå som partiledare för det svenska partiet Junilistan i juli 2008.
- 20 mars – Yves Leterme tillträder som premiärminister i Belgien efter nio månaders förhandlingar sedan valet.
- 24 mars – Yousaf Raza Gilani (PPP) tillträder som ny premiärminister i Pakistan.
- 29 mars – Val till president och parlament hålls i Zimbabwe, där oppositionsledaren Morgan Tsvangirais parti MDC går framåt och får majoritet över presidenten Robert Mugabes parti Zanu-PF.
- 31 mars – Den franska spritjätten Pernod Ricard köper svenska Vin & Sprit för 55 miljarder SEK.

### April
- 1 april – Svenska och danska posten meddelar att de tänker slås samman med huvudkontor i Stockholm. Det nya bolaget får 50.000 anställda.
- 2–4 april – Nato-medlemsländerna håller ett toppmöte i Bukarest i Rumänien.
- 3 april – Lidragatan i Cyperns delade huvudstad Nicosia öppnas för första gången sedan 1963, i ett första steg mot en lösning av Cypernfrågan.
- 5 april – 10-åriga Engla Höglund från Stjärnsund, Sverige försvinner och hittas en vecka senare mördad.
- 10 april – Rögle BK går upp i Elitserien i ishockey genom att slå Mora med 3-2 och därmed komma tvåa i kvalserien efter Brynäs.
- 11 april – Sveriges statsminister Fredrik Reinfeldt reser till Kina på officiellt besök där klimatförändringarna står i fokus.
- 13 april – Silvio Berlusconis parti Frihetens folk vinner parlamentsvalet i Italien med 47,3 % av rösterna mot huvudmotståndaren Walter Veltronis nybildade Demokratiska partiet med 38 %.
- 14 april – Silvio Berlusconi återväljs som premiärminister i Italien för tredje gången.
- 16 april – Sveriges förre statsminister Göran Persson tillträder som ny styrelseordförande för bolaget Sveaskog.
- 21 april – I Sverige går vårdförbundet ut i strejk i nio av Sveriges landsting med krav på högre löner för sjuksköterskor.

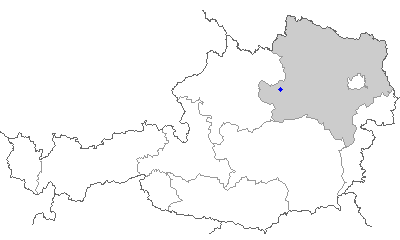
Fritzlfallet.

- 27 april – Fritzlfallet uppmärksammas i Amstetten, Österrike.

### Maj

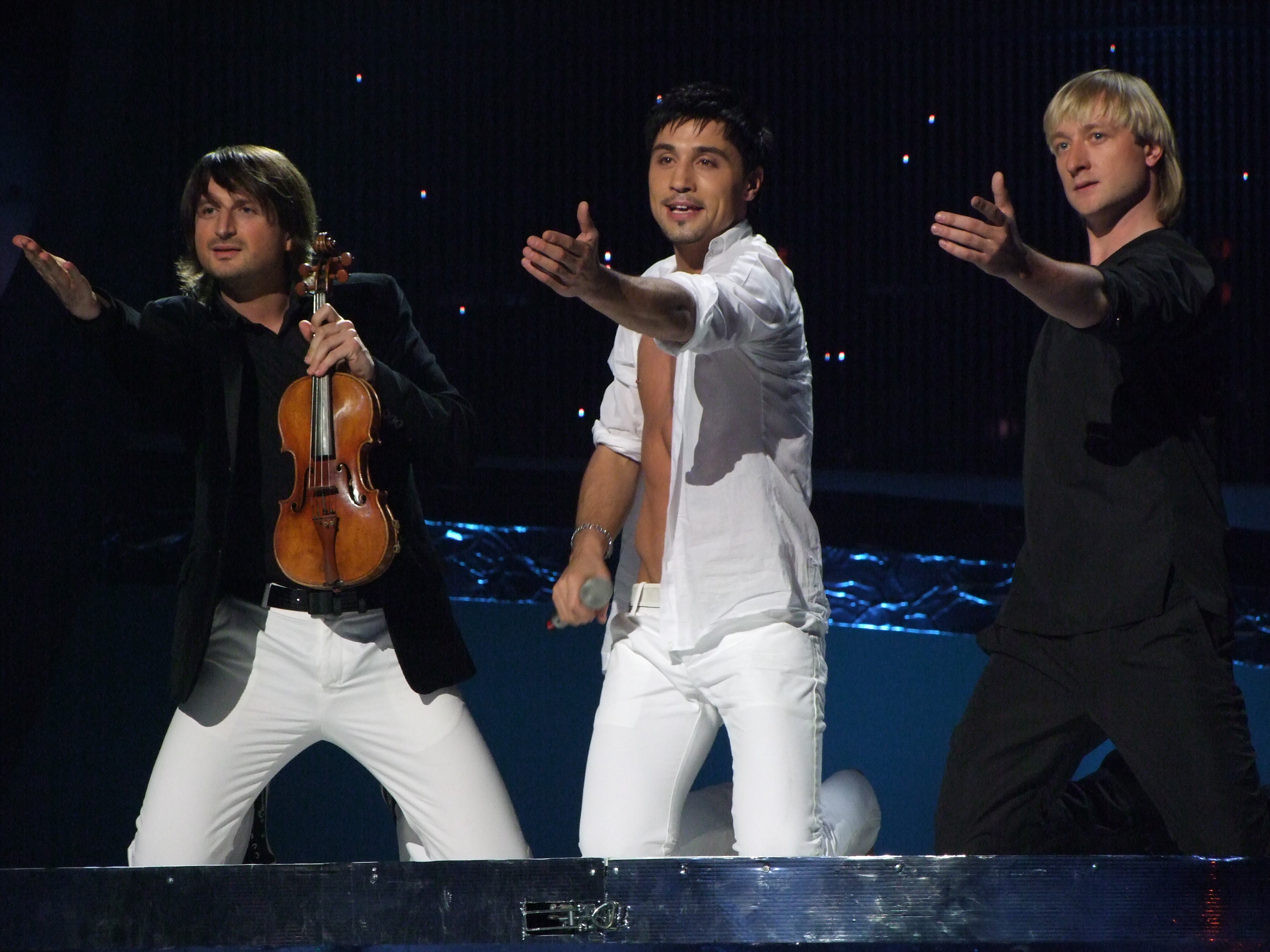
Dima Bilan (i mitten) med låten Believe vinner Eurovision Song Contest 2008.

Jordbävningen i Sichuan.

- 1 maj – I Storbritannien förlorar regeringspartiet Labour stort mot Tories i lokalvalen, bland annat i London.
- 2 maj – En kraftig cyklon sveper in över Myanmar, och uppemot 65 000 personer befaras vara omkomna.
- 5 maj – I Sverige utökar vårdförbundet sin strejk i landets övriga landsting.
- 7 maj
  - Dmitrij Medvedev tillträder som Rysslands president och Vladimir Putin utses till ny premiärminister.
  - Brian Cowen utses till Republiken Irlands premiärminister.
- 8 maj – Silvio Berlusconi tillträder som Italiens premiärminister.
- 12 maj – Ett kraftigt jordskalv dödar tusentals människor i Sichuan–provinsen i Kina.
- 13 maj
  - Ett bombdåd i den indiska staden Jaipur dödar minst 80 personer.
  - Bengt Svenson utses till ny rikspolischef i Sverige. Han hade fungerat som tillförordnad sedan årsskiftet 2007-2008.
- 18 maj – Klimatrörelsen Klimataktion bildas på KTH i Stockholm
- 21 maj – Manchester United Fc vinner Champions league mot Chelsea Fc
- 24 maj – Den 53:e upplagan av Eurovision Song Contest anordnas i Belgrad i Serbien.[4][7]. Melodin Believe, framförd av Dima Bilan för Ryssland, vinner.
- 27–29 maj – Arctic Ocean Conference hålls i Ilulissat på Grönland.
- 28 maj
  - Nepal avskaffar monarkin efter 240 år och inför republik.
  - I Sverige tar sjuksköterskornas strejk slut då vårdförbundet och arbetsgivarna accepterar medlarbudet av en löneförhöjning på 0,5 procent.
- 29 maj – Irakkonferensen i Stockholm 2008 om Iraks framtida utveckling hålls i Stockholm.
- 30 maj – KISS spelar i Sverige för första gången på 9 år. Konserten hålls i Stockholm.

### Juni

Europamästerskapet i fotboll spelas i Österrike och Schweiz.

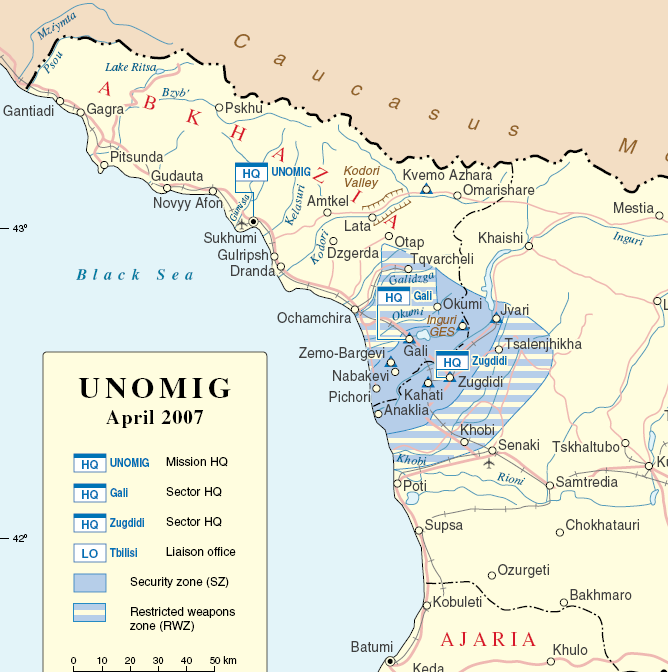
Bombningarna i Abchazien

- 1 juni – En stor brand inträffar i filmbolaget Universal Studios lokaler och förstör ett flertal byggnader och åkattraktioner.
- 8 juni – största Muonionalusta meteoriten (1,2 ton) hittas, ett av få upptäckta meteoritnedslag i Sverige
- 12 juni – I en folkomröstning röstar Irland nej till Lissabonfördraget.
- 14 juni – En ny motorväg invigs mellan Småröd och Håby i svenska Bohuslän.
- 14 juni–14 september – En världsutställning hålls i Zaragoza i Spanien.[4]
- 15 juni – En stor brand utbryter på Ursviksskolan utanför Skellefteå.
- 18 juni – Sveriges riksdag röstar igenom FRA-lagen trots starkt folkmotstånd.
- 18 juni–6 juli Bombningarna i Abchazien 2008
- 22 juni – Morgan Tsvangirai meddelar att han drar tillbaka sin kandidatur till den andra omgången av presidentvalet i Zimbabwe den 27 juni mot Robert Mugabe, på grund av den zimbabwiska regeringens våld mot oppositionens anhängare.
- 27 juni – I den andra omgången av presidentvalet i Zimbabwe är Robert Mugabe ensam kandidat.
- 29 juni – Spanien besegrar Tyskland med 1-0 i finalen av årets upplaga av europamästerskapet i fotboll, som spelas i Österrike och Schweiz.

### Juli
- 1 juli
  - Frankrike blir EU:s ordförandeland efter Slovenien.
  - En stor bussförarstrejk bryter ut i Stockholms län. Omkring 300 000 resenärer berörs. Några dagar senare berörs även Västerbottens län.
- 3 juli – Statliga fastighetsbolaget Vasakronan säljs till AP Fastigheter för 41,1 miljarder kronor.
- 6 juli – Sören Wibe och Annika Eriksson väljs till nya partiledare för Junilistan.
- 15 juli
  - 36 personer skadas när åkattraktionen Rainbow på Liseberg havererar.
  - En person omkommer när en bro rasar i Kista.
  - För första gången i Sverige rånas ett kasino, Casino Cosmopol i Stockholm.
  - En jordbävning inträffar på ön Rhodos i Grekland.
- 16 juli – Bussförarstrejken i Stockholms och Västerbottens län upphör sedan fackförening arbetsgivare kommit överens.
- 21 juli – Radovan Karadžić, misstänkt krigsförbrytare från Bosnien och Hercegovina arresteras efter flera år på flykt.
- 24 juli – Filmen The Dark Knight har premiär i hela Europa.
- 30 juli
  - Radovan Karadžić, misstänkt bosnienserbisk krigsförbrytare från Bosnien och Hercegovina utlämnas till krigsförbrytartribunalen i Haag.
  - Israels premiärminister Ehud Olmert meddelar att han tänker avgå som partiordförande för Kadima i september 2008.
- 28 juli–3 augusti – Europride 2008 anordnas i Stockholm i Sverige.[4]

### Augusti
- 1 augusti
  - Krig utbryter i Georgien.

Krig i Georgien.

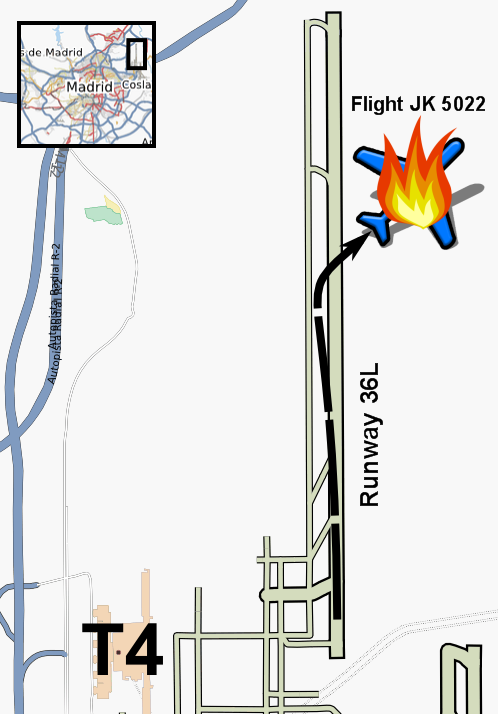
En svår flygolycka inträffar i Spaniens huvudstad Madrid, med omkring 150 dödsoffer.

  - En solförmörkelse är synlig i Kanada, Europa och västra Asien.
- 8 augusti – Ryssland invaderar Georgien sedan strider utbrutit mellan Georgien och utbrytarrepubliken Sydossetien.
- 8–24 augusti[4] – Olympiska sommarspelen 2008 avgörs i Peking i Kina.
- 14 augusti – Den typiske hemhjälpen i Norge är en vuxen kvinna, född utanför Norge.[8]
- 18 augusti – Pakistans president Pervez Musharraf avgår.
  - Storstockholms Lokaltrafiks pendeltågsstation Gröndalsviken tas i bruk. Stationen ersätter den dåvarande stationen Nynäs havsbad.
- 20 augusti – En svår flygolycka inträffar i Spaniens huvudstad Madrid, med omkring 150 dödsoffer.
- 25–29 augusti – På det demokratiska partiets partikonvent i Denver, Colorado utses Barack Obama till presidentkandidat och Joe Biden till vicepresidentkandidat inför presidentvalet i USA.[4]

### September
- 1–4 september – På det republikanska partiets partikonvent i Saint Paul, Minnesota utses John McCain till presidentkandidat och Sarah Palin till vicepresidentkandidat inför presidentvalet i USA.
- 6 september – Asif Ali Zardari väljs till ny president i Pakistan.
- 7–17 september – Paralympiska sommarspelen hålls i Kinas huvudstad Peking.
- 9 september – Cern:s partikelacceleratoranläggning "Large Hadron Collider" startas.

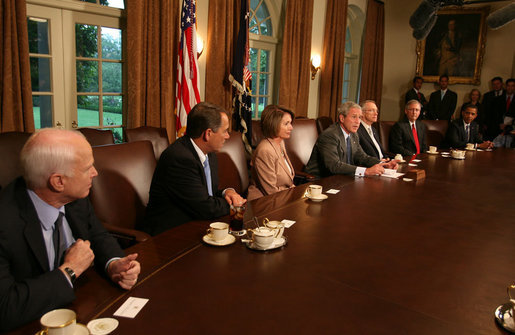
Finanskrisen diskuteras

- 16 september – Världens börser rasar kraftigt sedan den amerikanska investmentbanken Lehman Brothers begärt konkursskydd som en följd av bolånekrisen i landet.
- 23 september – 10 personer skjuts ihjäl och 3 skottskadas av en 22-årig elev på en yrkeshögskola i Kauhajoki, Finland. Gärningsmannen begår självmord efter dådet. Det är det andra massmordet på en finsk skola på mindre än ett år.
- 24 september – Taro Aso tillträder som Japans premiärminister.
- 25 september – Sydafrikas president Thabo Mbeki avgår.
- 29 september – Göran Johansson, ordförande i Göteborgs kommunstyrelse meddelar att han tänker avgå.

### Oktober
- 3 oktober – USA:s kongress godkänner ett krispaket till följd av bolånekrisen.
- 6 oktober – Rymdsonden MESSENGER flyger förbi planeten Merkurius andra gången.
- 8 oktober – I Sverige meddelar Socialdemokraterna och Miljöpartiet på en presskonferens att de vill samarbeta ihop och bilda regering vid en eventuell valseger 2010.
- 11 oktober – USA tar bort Nordkorea från sin terrorlista.
- 14 oktober – Syrien och Libanon upptar diplomatiska förbindelser [9].
- 29 oktober – Danska flygbolaget Sterling Airways går i konkurs.
- 31 oktober – Den 22:a James Bond-filmen, Quantum of Solace, har biopremiär i Europa.

### November

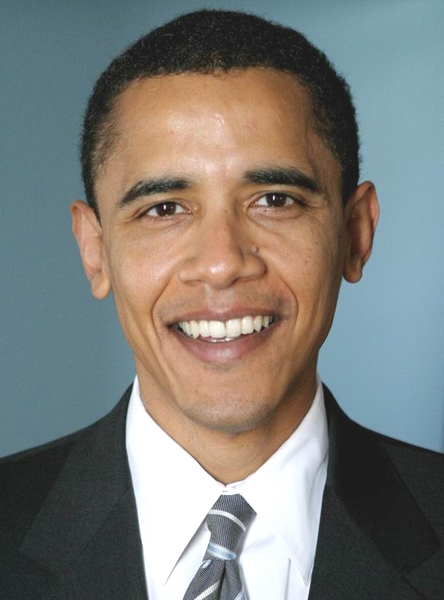
Barack Obama vinnare av Presidentvalet i USA

Terroristattackerna i Bombay.

- 4 november – Demokraten Barack Obama besegrar republikanen John McCain vid presidentvalet i USA. Han vinner med 364 av elektorsrösterna över motståndaren.
- 6 november – Jigme Khesar Namgyel Wangchuck kröns till kung i Bhutan.
- 16 november – Vid en folkomröstning i Vilhelmina kommun röstar kommunborna nej till omledning av Vojmån.
- 19 november – John Key tillträder som Nya Zeelands premiärminister.
- 20 november – Sveriges riksdag godkänner Lissabonfördraget.
- 23 november – Guns N' Roses släpper albumet Chinese Democracy.
- 24 november – I Thailands huvudstad Bangkok omringar cirka 10 000 demonstranter parlamentet och kräver premiärminister Somchai Wongsawats avgång vilket leder till stora sammandrabbningar mellan demonstranter och militär.
- 25 november – Grönlands befolkning röstar för ökat självstyre från Danmark.
- 26 november – En rad terroristattacker i Bombay dödar cirka 130 personer.

### December
- 1 december – USA:s tillträdande president Barack Obama utser sin forna rival om presidentkandidaturen Hillary Clinton till ny utrikesminister.
- 7 december – Socialdemokraterna, Miljöpartiet och Vänsterpartiet tillkännager ett trepartisamarbete med mål att bilda regering vid en eventuell valseger 2010.
- 10 december – Nobelpriset 2008 delas ut i Stockholm och Oslo.
- 12 december – Schweiz blir medlem i Schengensamarbetet.
- 16 december – Ett jordskalv drabbar Sydsverige, norra Tyskland och Danmark klockan 06:20. Marken skakar rejält och även möbler i hemmen vibrerar, men inga personskador rapporteras. Jordbävningen mäts till 4,2 på Richterskalan; den kraftigaste i Sverige på ungefär 40 år.
- 17 december
  - Ett kinesiskt fartyg attackeras av somaliska pirater som med hjälp av två motorbåtar lyckas komma ikapp det stora fartyget och öppnar eld. Besättningen bygger molotovcocktails med hjälp av ölflaskor för att skydda sig mot angriparna. Den svenska försvarsmakten får senare klartecken av regeringen att delta i EU:s uppdrag att bekämpa Somalias pirater.
  - Den svenska grundlagsutredningen presenterar sina förslag där bland annat spärren för personval till Sveriges riksdag sänks till 5 %.
- 18 december – Kravaller utbryter i Rosengård sedan en lokal som använts som moské stängts.
- 20 december – Svenska Akademiens ständige sekreterare Horace Engdahl meddelar att han tänker avgå i juni och efterträdas av Peter Englund.
- 24 december – En ordningsvakt och två gäster skottskadas då en man skjuter vilt omkring sig med pistol i entrén till Casino Cosmopol, Stockholm.
- 27 december – Israel inleder flera flygattacker riktade mot Hamas i Gazaremsan som kräver omkring flera hundra dödsoffer.
- 30 december
  - I Bangladesh hålls parlamentsval efter två år av undantagstillstånd, där Awamiförbundet med Hasina Wajed i spetsen utropas som segrare.
  - Herman Van Rompuy tillträder som premiärminister i Belgien.

## Okänt datum
- Tobaksrökning planeras bli förbjudet i Storbritannien på alla arbetsplatser och restauranger samt på pubar och barer som serverar "lagad mat". Undantagna från förbudet blir pubar och barer som har ett begränsat sortiment av drinktilltugg.
- Motorvägsbyggena Småröd–Håby och Värmlandsbro–Hogdal på E6 beräknas bli färdiga, liksom Kronoparken–Skattkärr på E18.
- Boeing 747-8 kommer enligt uppgift att flyga för första gången under fjärde kvartalet detta år. Detta kommer att vara den dittills största Boeing 747:an, en flygplanstyp som flögs för första gången den 9 februari 1969.
- Bohus fästning i Kungälv fyller 700 år.
- "Peak Oil", alltså att hälften av all världens olja är slut, antas inträffa, vilket innebär att oljeproduktionen börjar dala.[10]

## Födda
- 16 april – Prinsessan Eléonore, dotter till kronprins Philippe av Belgien och prinsessan Mathilde.
- 29 september – Emma Tallulah Behn, dotter till prinsessan Märtha Louise av Norge och Ari Behn.

## Avlidna

### Januari
- 2 januari – Lee S. Dreyfus, 81, amerikansk republikansk politiker samt medie- och kommunikationsvetare, guvernör i Wisconsin 1979–1983.[11]
- 4 januari – Stig 'Slas' Claesson, 79, svensk författare och journalist.[12]
- 6 januari – Anders Paulrud, 56, svensk författare.[13]
- 10 januari – Maila Nurmi, 86, finsk-amerikansk skådespelare.
- 11 januari – Edmund Hillary, 88, nyzeeländsk bergsbestigare, blev 1953 först att bestiga Mount Everest.[14]
- 14 januari – Lento Goffi, italiensk poet.
- 15 januari – Brad Renfro, 25, amerikansk skådespelare.[15]
- 18 januari – Bobby Fischer, 64, amerikansk schackmästare.[16]
- 22 januari – Heath Ledger, 28, australisk skådespelare.[17]
- 23 januari – Lars Dylte, 46, svensk musiker (hjärnblödning).
- 27 januari – Mohammed Suharto, 86, indonesisk politiker, president 1967–1998.[18]
- 28 januari
  - Christodoulos, 69, ärkebiskop och primas över Greklands autocefala kyrka.[19]
  - Marie Takvam, 81, norsk författare och skådespelare.[20]
- 29 januari – Bengt Lindström, 82, svensk konstnär.[21][22]

### Februari
- 6 februari – Per Sköld, 85, svensk ämbetsman, riksmarskalk 1986–1996.
- 8 februari – Eva Dahlbeck, 87, svensk skådespelare.[23]
- 10 februari – Roy Scheider, 75 , amerikansk skådespelare.[24]
- 11 februari – Tom Lantos, 80, ungersk-amerikansk politiker, kongressledamot 1981-2008.
- 27 februari – Boyd Coddington, 63, amerikansk hot rod-byggare.[25]
- 29 februari – Hans Johansson, 58, svensk teolog, predikant och författare.[26]
- 29 februari – Erik Ortvad, (90), dansk målare.

### Mars
- 2 mars – Jeff Healey, 41, kanadensisk sångare och gitarrist inom blues, jazz och rock.[27]
- 3 mars – Taichirō Hirokawa, japansk röstskådespelare och berättare
- 12 mars
  - Howard Metzenbaum, 90, amerikansk demokratisk politiker, senator 1974 och 1976–1995.
  - Paulos Faraj Rahho, 65, irakisk kaldeisk-katolsk ärkebiskop.[28]
- 14 mars – Chiara Lubich, 87, italiensk grundare av Focolare.[29]
- 18 mars – Anthony Minghella, 54, brittisk filmregissör och manusförfattare.[30]
- 19 mars
  - Arthur C. Clarke, 90, brittisk-lankesisk författare.[31]
  - Hugo Claus, 78, belgisk flamländskspråkig författare.[32]
- 21 mars – Gabriel París Gordillo, 98, colombiansk politiker.
- 24 mars – Neil Aspinall, 66, turnémanager åt The Beatles.[33]
- 26 mars – Manuel Marulanda, 77, colombiansk gerillaledare.
- 31 mars – Anders Göthberg, 32, svensk musiker, bland annat gitarrist i Broder Daniel och Honey Is Cool

### April
- 2 april – Mona Seilitz, 65, svensk skådespelare och konstnär.[34]
- 4 april – Mago (egentligen Max Goldstein), 83, svensk-tysk kostymtecknare.[35]
- 5 april
  - Charlton Heston, 84, amerikansk skådespelare.[36]
  - Engla Höglund, 10, svenskt mordoffer.
- 12 april – Patrick Hillery, 84, Irlands president 1976–1990.
- 15 april – Krister Stendahl, 86, svensk biskop och professor.[37]
- 17 april – Birger Bergh, professor i latin, en av de lärde i Lund.
- 19 april – Alfonso López Trujillo, 72, colombiansk kardinal.[38]
- 29 april – Ebbe Gilbe, 68, svensk dokumentärfilmare.

### Maj
- 1 maj – Anthony Mamo, 99, maltesisk politiker, Maltas förste president 1974-1976.[39]
- 10 maj – Jessie Jacobs, 17, australisk skådespelare och sångare.
- 12 maj – Robert Rauschenberg, 82, amerikansk konstnär.
- 13 maj
  - Bernardin Gantin, 86, beninsk kardinal.
  - Carl-Axel Thernberg, även känd som Kalle Sändare, 76, svensk radioman, komiker och telefonskämtare.[40]
  - Saad al-Abdullah as-Salim as-Sabah, 78, Kuwaits emir 2005-2006, premiärminister 1978-2003.
- 15 maj – Astrid Zachrison, 113, äldsta svensken någonsin.
- 21 maj – Michelle Meldrum, 39, amerikansk hårdrocksgitarrist.[41]
- 23 maj – Robin Bailey, 66, brittisk rockmusiker.[42]
- 26 maj – Sydney Pollack, 73, amerikansk regissör, skådespelare.[43][44]
- 31 maj – John Ambler, 83, brittisk affärsman, gift med prinsessan Margaretha av Sverige.[45]

### Juni
- 1 juni – Yves Saint-Laurent, 71, fransk modeskapare.
- 2 juni – Mel Ferrer, 90, amerikansk skådespelare, regissör och producent.
- 5 juni – Eugenio Montejo, 69, venezuelansk författare.
- 9 juni – Olov Norbrink, 42, svensk chefredaktör för Grönköpings Veckoblad[46]
- 14 juni – Esbjörn Svensson, 44, svensk kompositör, jazzpianist.
- 15 juni – Stan Winston, 62, amerikansk specialeffektstekniker för film.
- 17 juni
  - Cyd Charisse, 87, amerikansk skådespelare och dansare.
  - Ingela Agardh, 59, svensk journalist och programledare i TV.
- 22 juni
  - George Carlin, 71, amerikansk komiker, författare och skådespelare.
  - Klaus Michael Grüber, 67, tysk regissör och skådespelare.
- 24 juni – Leonid Hurwicz, 90, rysk-amerikansk ekonom, mottagare av Sveriges Riksbanks pris i ekonomisk vetenskap till Alfred Nobels minne 2007.
- 27 juni – Lenka Reinerová, 92, tyskspråkig tjeckisk författare.
- 28 juni
  - Stig Olin, 87, svensk skådespelare, regissör, låtskrivare.
  - Dody Goodman, 93, amerikansk komiker och skådespelare.
- 29 juni
  - William Buchan, 92, brittisk deckarförfattare, son till John Buchan.
  - Elias Cornell, 92, svensk arkitekt.
  - Don S. Davis, 65, amerikansk skådespelare, känd från TV-serien Stargate SG-1 som general Hammond.

### Juli
- 1 juli – Mogens Glistrup, 82, dansk politiker, grundare av Fremskridtspartiet.
- 2 juli – Elizabeth Spriggs, 78, brittisk skådespelare.
- 3 juli – Clive Hornby, 63, brittisk skådespelare, känd från Hem till gården (Emmerdale).
- 4 juli
  - Evelyn Keyes, 91, amerikansk skådespelare.
  - Agneta Prytz, 91, svensk skådespelare.
  - Jesse Helms, 86, amerikansk politiker.
- 5 juli – Conny Nordin, 63, svensk psykologiprofessor och präst.
- 12 juli – Tony Snow, 53, amerikansk journalist, talskrivare och tidigare pressekreterare i Vita huset.
- 13 juli – Bronisław Geremek, 76, polsk historiker och politiker.
- 14 juli – Henki Kolstad, 93, norsk skådespelare
- 20 juli – Dinko Šakić, 86, kroatisk Ustaša-medlem, dömd för krigsförbrytelser.
- 22 juli – Estelle Getty, 84, amerikansk skådespelare, känd från Pantertanter.
- 25 juli – Randy Pausch, 47, amerikansk professor i datavetenskap.

### Augusti
- 3 augusti – Aleksandr Solzjenitsyn, 89, rysk författare.
- 9 augusti – Bernie Mac, 51, amerikansk skådespelare.
- 10 augusti – Isaac Hayes, 65, amerikansk musiker.
- 11 augusti – Agneta Bolme Börjefors, 67, svensk TV-programledare och producent.
- 15 augusti – Jerry Wexler, 91, amerikansk låtskrivare och producent.[47]
- 20 augusti – Hua Guofeng, 87, kinesisk politiker, premiärminister 1976-1980 och kommunistpartiordförande 1976-1981.
- 27 augusti – Lennart Swahn, 81, svensk TV-programledare.
- 28 augusti – Sigurbjörn Einarsson, 97, biskop av isländska kyrkan.

### September
- 2 september – Arne Domnérus, 83, svensk jazzmusiker och orkesterledare.
- 6 september – Sören Nordin, 91, svensk travtränare och kusk.
- 13 september – Jörgen Cederberg, 77, svensk radioprofil.
- 18 september – Mauricio Kagel, 76, argentinsk-tysk tonsättare.
- 22 september – Olov Svedelid, 76, svensk författare.
- 26 september – Paul Newman, 83, amerikansk skådespelare.
- 27 september – Bengt Rundgren, 77, svensk operasångare

### Oktober
- 1 oktober – Boris Jefimov, 108, rysk karikatyrtecknare.
- 11 oktober – Jörg Haider, 58, österrikisk politiker.
- 21 oktober – Sonja Bernadotte, 64, tysk-svensk grevinna, gift med Lennart Bernadotte.

### November
- 1 november – Jacques Piccard, 86, schweizisk djuphavsforskare.
- 2 november – Peter Leibing, 69, tysk fotograf.
- 9 november – Miriam Makeba, 76, sydafrikansk sångerska.
- 12 november – Catherine Baker Knoll, 78, amerikansk demokratisk politiker.
- 16 november – Reg Varney, 92, brittisk skådespelare.
- 26 november – Edna Parker, 115, världens då äldsta person.
- 28 november – John Harryson, 82, svensk skådespelare.
- 29 november
  - Jørn Utzon, 90, dansk arkitekt.
  - Sten Rudholm, 90, svensk jurist, Riksmarskalk 1983-1986 och ledamot av Svenska Akademien.

### December
- 5 december – Aleksij II, 79 år, patriark av rysk-ortodoxa kyrkan i Moskva.
- 11 december – Bettie Page, 85, amerikansk fotomodell.
- 12 december – Avery Dulles, 90, amerikansk kardinal.
- 13 december – Kjartan Slettemark, 76, norsk-svensk konstnär.
- 18 december – Majel Barrett-Roddenberry, 78, amerikansk skådespelare.
- 18 december – Mark Felt, 95, amerikansk agent, Deep Throat i Watergateskandalen.[48]
- 22 december – Lansana Conté, 74, guineansk politiker, Guineas president sedan 1984.
- 24 december
  - Alf Robertson, 67, svensk sångare och låtskrivare.
  - Harold Pinter, 78, brittisk författare och mottagare av Nobelpriset i litteratur 2005.
- 25 december – Eartha Kitt, 81, amerikansk skådespelare och sångare.
- 26 december – Gösta Krantz, 83, svensk skådespelare.
- 28 december – Gunnar Lagergren, 96, svensk jurist, Riksmarskalk 1976-1983.
- Bengt Robertson, svensk läkare, medicinsk forskare, professor,poet och författare.

## Nobelpris[49]
- Fysik:
  - Makoto Kobayashi, Japan
  - Toshihide Masukawa, Japan
  - Yoichiro Nambu, USA

- Kemi:
  - Osamu Shimomura, Japan
  - Martin Chalfie, USA
  - Roger Tsien, USA

- Medicin eller fysiologi:
  - Françoise Barré-Sinoussi, Frankrike
  - Luc Montagnier, Frankrike
  - Harald zur Hausen, Tyskland

- Litteratur:
  - Jean-Marie Gustave Le Clézio, Frankrike

- Fred:
  - Martti Ahtisaari, Finland

- Ekonomi:
  - Paul Krugman, USA

### Fotnoter
1. ↑  Malta och Cypern nya euroländer, 1 januari 2008, Sveriges Radio. Läst 1 januari 2008
2. ↑  Valet i Pakistan flyttas efter Bhuttos död, 2 januari 2008, Sveriges Radio. Läst 2 januari 2008.
3. ↑  News Center Arkiverad 18 oktober 2008 hämtat från the Wayback Machine. på MESSENGERs officiella webbplats. Läst 2 januari 2008.
4. 1 2 3 4 5 6 7  Nyhetskalendern 2008 (27 december 2007). ”Dagens Nyheter”. http://www.dn.se/nyheter/nyhetskalendern-2008. Läst 2 januari 2008.
5. ↑  World Statesmen Arkiverad 4 januari 2013 hämtat från the Wayback Machine.
6. ↑  BBC News - Uganda and LRA agree to ceasefire, läst 24 februari 2008
7. ↑  Eurovisionsschlagerfestivalens officiella webbplats, läst 2 januari 2008.
8. ↑  Forskning.no: Hushjelp i gjeld Arkiverad 6 november 2013 hämtat från the Wayback Machine.
9. ↑  World Statesmen
10. ↑  International Energy Agency Arkiverad 14 oktober 2014 hämtat från the Wayback Machine. Rapport 14 december 2007.
11. ↑  Former Wisconsin Gov. Lee Dreyfus dies at 81, International Herald Tribune, publicerad 3 januari 2008. Läst 3 oktober 2008.
12. ↑  "En schysst polare har nu fladdrat iväg", Ossi Carp och Jonna Sima (enkät), Dagens Nyheter, publicerad 5 januari 2008. Läst 7 januari 2008.
13. ↑  Författaren Anders Paulrud är död, Ossi Carp och Erika Svantesson, Dagens Nyheter, publicerad 6 januari 2008. Läst 7 januari 2008.
14. ↑  Edmund Hillary död, Clas Svahn och Anders Hellberg, Dagens Nyheter på Internet, publicerad 11 januari 2008. Läst 20 januari 2008.
15. ↑  Skådespelaren Brad Renfro är död, PM, Dagens Nyheter på Internet, publicerad 16 januari 2008. Läst 20 januari 2008.
16. ↑  Bobby Fischer död Arkiverad 10 april 2009 hämtat från the Wayback Machine., Mattias Karlsson, Sydsvenskan, publicerad 18 januari 2008. Läst 20 januari 2008.
17. ↑  Heath Ledger funnen död, Clas Svahn, Dagens Nyheter på Internet, publicerad 22 januari 2008. Läst 22 januari 2008.
18. ↑  Therner, Bengt, Indonesiens exdiktator Suharto död, Sveriges Radio. Publicerat och läst 27 januari 2008.
19. ↑  TT-AFP Grekortodoxa kyrkoledaren död, Svenska Dagbladet. Publicerat 28 januari. Läst 29 januari.
20. ↑  Marie Takvam er død, VG Nett, publicerad 28 januari 2008. Läst 15 mars 2008.
21. ↑  Bengt Lindström är död , Dagens Nyheter. Publicerat 29 januari 2008. Läst 3 februari 2008.  [inloggning kan krävas]
22. ↑  Dödsannons i Svenska Dagbladet, 8 februari 2008, sid. 29
23. ↑  Eva Dahlbeck död, Leif Furhammar, Dagens Nyheter på Internet, publicerad 8 februari 2008. Läst 15 mars 2008.
24. ↑  Skådespelaren Roy Scheider har avlidit, Dagens Nyheter på Internet, publicerad 11 februari 2008. Läst 15 mars 2008.
25. ↑  Bilbyggaren Boyd Coddington död, Tomas Lundin, Metro på Internet, 3 mars 2008. Läst 15 mars 2008.
26. ↑  Teolog Hans Johansson avliden, Ulf Lind, Helsingborgs Dagblad på Internet, publicerad 4 mars 2008. Läst 15 mars 2008.
27. ↑  Jeff Healey död, från PM, Dagens Nyheter på Internet, publicerad 3 mars 2008. Läst 15 mars 2008.
28. ↑  Kidnappad biskop hittad död i Irak, TT-AFP-Reuters, Dagens Nyheter på Internet, publicerad 13 mars 2008. Läst 15 mars 2008.
29. ↑  Focolarerörelsens grundare har avlidit Arkiverad 21 mars 2008 hämtat från the Wayback Machine., Ulf Lind, Helsingborgs Dagblad på Internet, publicerad 15 mars 2008. Läst 15 mars 2008.
30. ↑  Anthony Minghella död Arkiverad 19 februari 2012 hämtat från the Wayback Machine., Dagens Nyheter på Internet, publicerad 18 mars 2008. Läst 4 maj 2008.
31. ↑  Arthur C. Clarke avliden Arkiverad 10 augusti 2011 hämtat från the Wayback Machine., Dagens Nyheter på Internet, publicerad 19 mars 2008. Läst 4 maj 2008.
32. ↑  Författaren Hugo Claus död, Svenska Dagbladet på Internet, publicerad 19 mars 2008. Läst 4 maj 2008.
33. ↑  Femte Beatles-medlem död, Dagens Nyheter på Internet, publicerad 25 mars 2008. Läst 4 maj 2008.
34. ↑  Mona Seilitz död, Svenska Dagbladet på Internet, publicerad 2 april 2008. Läst 4 maj 2008.
35. ↑  Klädskaparen Mago avliden, Göteborgs-Posten på Internet, publicerad 8 april 2008. Läst 4 maj 2008. Arkiverad 21 juni 2006 hämtat från the Wayback Machine.
36. ↑  Skådespelaren Charlton Heston död, Dagens Nyheter på Internet, publicerad 6 april 2008. Läst 4 maj 2008.
37. ↑  Förre biskopen Krister Stendahl död Arkiverad 6 november 2013 hämtat från the Wayback Machine., Helsingborgs Dagblad på Internet, publicerad 17 april 2008. Läst 5 maj 2008.
38. ↑  ”Catholic News Agency”. Arkiverad från originalet den 21 mars 2009. https://web.archive.org/web/20090321112355/http://catholicnewsagency.com/new.php?n=12399. Läst 20 april 2008.
39. ↑  (engelska) Sir Anthony Mamo, Telegraph. Publicerad 7 maj 2008. Läst 15 maj 2008.
40. ↑  Kalle Sändare död, Dagens Nyheter på Internet. Publicerad 14 maj 2008, läst 15 maj 2008.
41. ↑  Svensk hårdrockstjärnas fru avliden Arkiverad 26 maj 2008 hämtat från the Wayback Machine., Helsingborgs Dagblad på Internet. Publicerad 22 maj 2008, läst 22 juni 2008.
42. ↑  Var Sven-Ingvars trummis i 30 år Arkiverad 14 januari 2012 hämtat från the Wayback Machine., Sydsvenskan på Internet. Publicerad 26 maj 2008, läst 22 juni 2008.
43. ↑  En legendar har lämnat scenen, Svenska Dagbladet på Internet. Publicerad 28 maj 2008, läst 22 juni 2008.
44. ↑  Sydney Pollack död i cancer Arkiverad 21 juni 2006 hämtat från the Wayback Machine., Göteborgsposten på Internet. Publicerad 28 maj 2008, läst 22 juni 2008.
45. ↑  John Ambler avliden Arkiverad 18 juni 2008 hämtat från the Wayback Machine., Svenska Dagbladet på Internet. Publicerad 13 juni 2008, läst 22 juni 2008.
46. ↑  Grönköpings-Veckoblads chefredaktör död Dagens media 12 juni 2008
47. ↑  Jerry Wexler, R&B Impresario, Is Dead at 91, New York Times, 15 augusti 2008
48. ↑  Kurt Mälarstedt (19 december 2008). ”"Deep Throat" har gått ur tiden”. Dagens Nyheter. http://www.dn.se/nyheter/varlden/deep-throat-har-gatt-ur-tiden. Läst 18 maj 2009.
49. ↑  ”Nobelpriset”. https://www.nobelprize.org/prizes/lists/all-nobel-prizes/. Läst 10 april 2011.